# 国王祭坛
国王祭坛（西班牙语：Retablo de los Reyes）是墨西哥城都主教座堂的一座祭坛。它的主要作者是杰罗尼莫·德巴尔巴（Jerónimo de Balbás），建于1718年至1737年间。它位于主教座堂后面的半圆形后殿, 一个被称为“皇家小堂”（royal chapel）的空间，但是并没有以类似小堂的方式，用格栅分开的关闭空间。

## 建筑和历史

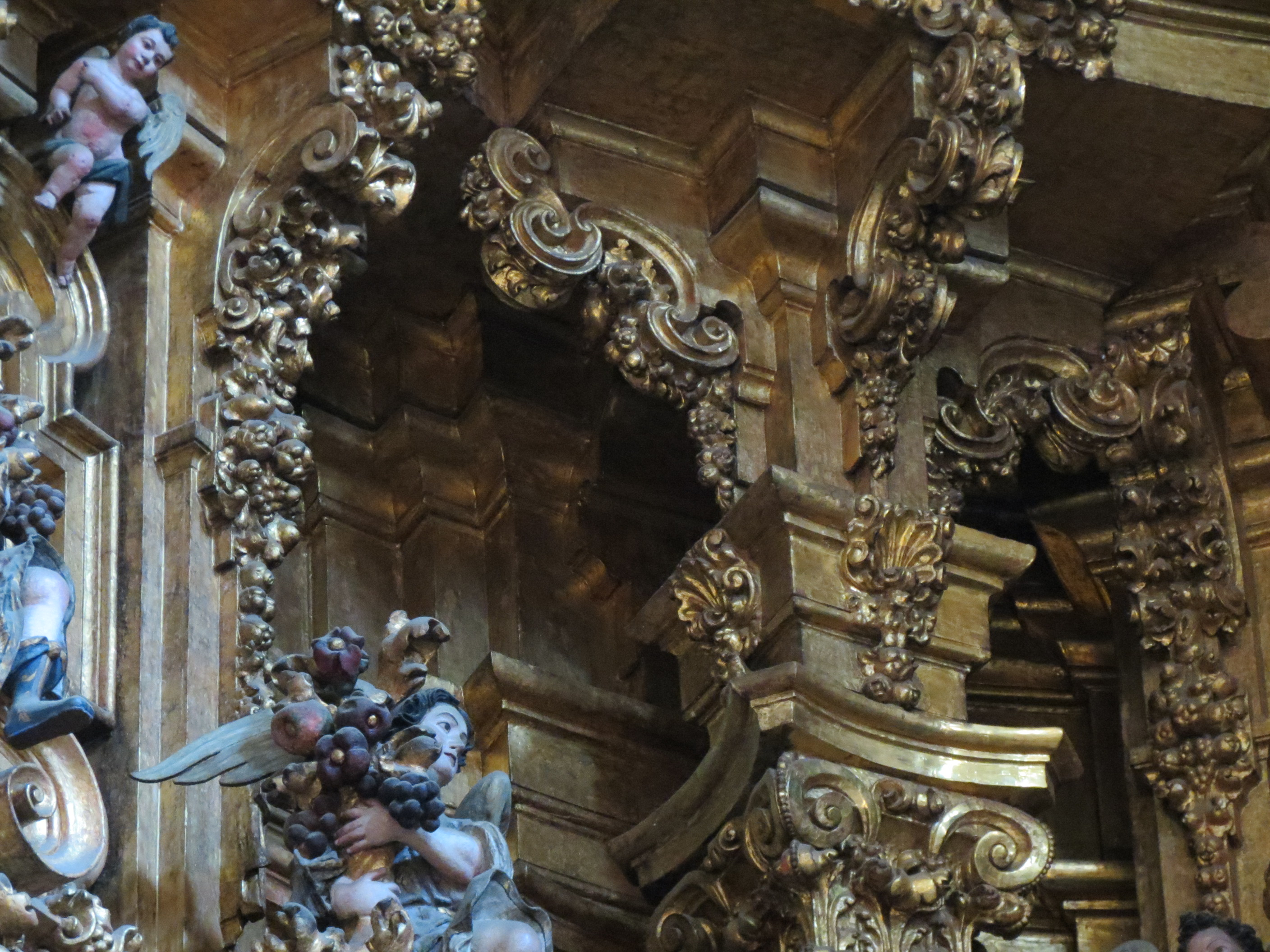
细节

这是一座丘里格拉风格（Churrigueresque），又称为“墨西哥巴洛克”风格的建筑，这种建筑风格在新西班牙起源并得到充分发展，在民用建筑和宗教建筑的装饰中达到了顶峰。在新西班牙总督辖区时期，习惯上把所有主教座堂的主要小堂都奉献给在位的国王，享有重要地位和艺术财富。这座主教座堂也不例外，为此，其建造委托给杰罗尼莫·德巴尔巴斯（Jerónimo de Balbás）负责实施。
它是由雕刻的白色雪松制成的，外面覆盖着金叶。 它建造于1718年至1725年，但直到1736年，才由弗朗西斯科·马丁内斯开始贴金。其他雕塑是由塞巴斯蒂安·德圣地亚哥创作的。 祭坛于1737年完成。它高25米，宽13.75米，深7米， 中殿结束于此，因为它位于圣所的后面。高大的壁柱将其划分为三个垂直空间，中间是被封为圣人的国王和王后的多色雕塑，周围装饰以大量的细节，如智天使、花环、花束和树叶。
在主轴上，胡安·罗德里格斯·华雷斯（Juan Rodríguez Juárez）的两幅画作分别描绘三博士来朝和圣母升天。 在上部， 有天使举着玛利亚的称号，如黄金之殿、达味敌楼，而顶部的雕像，描绘天父维持宇宙。圣坛上是被封为圣人的国王和王后的雕像，包括苏格兰的玛加利大、圣赫肋纳、匈牙利的伊撒伯尔、葡萄牙的伊撒伯尔、圣顾乃宫、圣埃迪特（Saint Edith）、圣赫美内琪（Saint Hermenegild）、忏悔者爱德华、圣加西弥禄、圣路易和卡斯提的斐迪南三世。。
这座祭坛在1967年的一场大火中受损，大火烧毁了宽恕祭坛，并摧毁了穹顶上的绘画。

## 延伸阅读
- Fernández, Justino. . National Autonomous University of Mexico. 1959. OCLC 581970 （西班牙语）.